# 五龙街道 (海州区)
五龙街道，是中华人民共和国辽宁省阜新市海州区下辖的一个乡镇级行政单位。

## 行政区划
五龙街道下辖以下地区：
工电社区、选煤社区、运输社区、平安中部社区和文欣苑社区。